# De mujeres
De mujeres es una telenovela venezolana protagonizada por Mimí Lazo y Carlos Olivier. Escrita por Isamar Hernández, Esta novela fue transmitida por el canal venezolano RCTV en el año 1990.

## Sinopsis
Las 3 hermanas Marcano, protagonistas de esta historia muy cotidiana, tendrán que luchar muy duro en contra de un mundo todavía machista para realizar sus propios ideales y vivir una vida más equilibrada e independiente.
Antonieta, madre de dos hijos e ingenua esposa de Luis Fernando, el propio mujeriego estereotipado, sólo se dará cuenta de todas sus infidelidades después de 17 años de matrimonio y decidirá pedir el divorcio.
Pero el asunto es muy complicado y los problemas económicos de la pareja junto a la presión familiar jugarán unas malas bromas y el prolongar de esa agonía...
Adela es una mujer muy fuerte pero desconfiada con su esposo quien esconde un pasado que saldrá a flote el día de la boda. Desde entonces la relación de ellos tendrá muchas altibajas...
Aurora, la hermana más joven, es una chica atípica y echada pa'lante que trabaja como periodista pero con un gran miedo hacia los hombres y la intimidad.
En la trama no faltan los problemas de los adolescentes, las luchas de poder y varias situaciones divertidas.

## Elenco
- Mimí Lazo - Antonieta Marcano De Izaguirre
- Carlos Olivier - Luis Fernando Izaguirre
- Victoria Roberts - Adela Marcano De Velasco
- Carolina Perpetuo - Aurora Marcano
- Adolfo Cubas - Rafael Fucho Izaguirre
- Carlos Cámara Jr - Dr. Enrique Velasco
- Néstor Maldonado - Gregorio Izaguirre Marcano
- Petite Kutlesa - Lupita Izaguirre Marcano
- Carlitos Cámara Jr. -  Enrique Tito Velasco Ortega
- Rosario Prieto - Doña Leticia Contreras
- Carlos Márquez - Don Pedro Izaguirre
- Marcos Campos - Octavio Salazar
- Celsa Castillo - " Leyda"
- Rosita Vásquez - Doña Hortencia Vda. De Velasco
- Yajaira Broccolo - Marcela
- Félix Loreto - Don Carlos Alfaro
- Olga Rojas - Eugenia Izaguirre Vda. de Marcano
- Ileana Jacket - Federica Batista De Salazar
- Franklin Virgüez - Santiago Suarez
- Karl Hoffman - Tulio Velasco
- Luis Enrique Cañas - David
- Francis Romero - Ingrid Herrera
- Inés María Calero - Dulce María Alfaro
- Crisol Carabal - Socorro Montes / Ana Margarita
- Leonardo Oliva - Don Manuel Batista
- Arístides Aguiar - Dr. Alejandro Plaza
- Zulema González - Elenita Padron
- Carlos Cruz - Manuel Felipe Gomez
- Ana Massimo - Violeta
- César Bencid - Víctor Raúl Troconis
- Manolo Manolo - Eleazar
- Kike Barbosa - Leonardo
- Héctor Mayerston - Don Helio Rossi
- Ana María Paredes - Doña Magdalena Alfaro
- Reina Hinojosa - Jimena / Claudia Ventura
- Jorge Luis Morales - Dr. Rodrigo Arconada
- Erika Medina - Andreína Salazar Batista
- Julio Mujica - Er Macaco
- Roberto Colmenares - Abog. Roberto Morales
- Isabel Herrera - Betty

- Datos: Q28501705